# Мири Юсиф
Мир Юсиф Мир Гейдар оглы Мирбабаев (азерб. Mir Yusif Mir Heydər oğlu Mirbabayev, более известный как Мири Юсиф; род. 27 октября 1977 года, Баку, Азербайджанская ССР, СССР) — азербайджанский певец, композитор и художник, Народный артист Азербайджана (2019),  получивший известность как хип-хоп-артист в составе группы «Дайирман».
Его дебютный альбом «Karma» 2010 года, записанный в жанрах регги и соул с элементами фьюжн, достиг первого места в рейтинге продаж музыкальных альбомов в Азербайджане. В 2014 году Мири Юсиф сыграл одну из главных ролей в фильме «Yarımdünya».

## Биография
Мири Юсиф родился 27 октября 1977 года в городе Баку, в семье строителя Мирбабаева Мир Гейдар Мир Гусейн оглы и домохозяйки Мирбабаевой Адели Юсиф кызы. У Юсифа есть старший брат — Мирбабаев Мир Багир Мир Гейдар оглы и младшая сестра Мирбабаева Гюнай Мир Гейдар кызы, которая некоторое время занималась вокалом. В 1995 году началась его музыкальная карьера в организованной друзьями-единомышленниками группе «G.G.G.Аіlesi» (аббр. «Gara Gan Gardashlari Ailesi»), позднее переименованной в «Дайирман». Изначально их группа состояла, непосредственно из самого Юсифа, Малика Калантарли, Эльмира Магеррамова и Анара Абдуллы.
Впервые Юсиф влюбился в восьмом классе и на протяжении пятнадцати лет продолжал испытывать чувства к одной девушке, но школьная любовь оказалась безответной. Он прилетел в Америку, как ему казалось, к любимой девушке, которая сама позвала его туда, однако в аэропорту не встречала. «Она не пришла, исчезла», — как рассказал сам Юсиф, а он решил остаться в США, вместо того, чтобы возвращаться в Баку. Единственным, кто поддерживал тогда, был его друг Теймур Нуриев, но со временем Юсиф освоился там. Он начал работу над своим сольным проектом «Avara», когда жил в Лос-Анджелесе, тогда же заключил годовой контракт со звукозаписывающей компанией «Everrock Records» и американскими рэперами. Юсиф окончательно решил заниматься сольной карьерой в период своего пребывания за границей, о чём и сообщил впоследствии остальным участникам «Дайирман». За 3,5 года жизни в США он получил диплом, окончил колледж по специальности «Дизайн и архитектура», причём работал водителем реанимобиля, лимузина и не стеснялся никакой другой работы.
Мири Юсиф познакомился со своей будущей супругой Наргиз во время очередного приезда в Баку. Впервые они увидели друг друга на концерте известной азербайджанской певицы Ройи Айхан, «где несколько раз переглянулись» — как рассказывала в интервью Lady.Day.Az сама Наргиз. Встретились уже на следующий день поле концерта, благодаря брату девушки, предложившему ей сходить с ним в гости к другу, которым в результате и оказался Юсиф.
Мири Юсиф сообщил в 2011 году, что завершает работу над своим новым альбомом «Karvan», который затем появится в свободном доступе на его официальном сайте.
В 2012 году общественным объединением «Ирели» и «Центром профессиональной психологии» (азерб. «Peşəkar Psixologiya Mərkəzi») в Азербайджане представлен социальный проект, посвящённый Международному дню аутизма. Видеоролик с известными представителями азербайджанского шоу-бизнеса, включая непосредственно самого Юсифа, а также некоторых психологов, содержал обзор основных подходов к проблеме детского аутизма. В период своей творческой активности участники «Дайирман» постоянно акцентировали внимание общественности на людях с ограниченными возможностями, страдающих серьёзными заболеваниями и оказывали поддержку особенно детям; Мири Юсиф по-прежнему продолжает затрагивать актуальные проблемы современного общества после распада, в частности, в его клипе «Neyləyim», режиссёром которого в 2014 году стал Фархад Али, рассматривалась проблема глухонемых, а песня была показана языком жестов.
Продюсер Эмин Эфенди сообщил, что главным фактором, поддерживающим интерес к проекту Мири Юсиф стал интернет: «Мы не зависим ни от телевидения, ни от радио. Мы зависим от интернета, где напрямую можем контактировать с нашими слушателями».
Во Франции при поддержке Министерства молодёжи и спорта в 2013 году стартовал очередной проект популярного телевизионного шоу «Форт Боярд» с участием азербайджанских знаменитостей, среди которых также был Мири Юсиф. Впоследствии участники проекта охотно размещали свои фотографии со съёмок в социальных сетях.
В интервью газете «Зеркало» Юсиф признался в том, что уже не является исполнителем рэпа, который послужил для него трамплином «в настоящее и ничуть не будущее». Непосредственно перед двухдневным концертом в «Зелёном театре», который прошёл с аншлагом 13 и 14 июня 2014 года, Мири Юсиф собрал пресс-конференцию и попросил журналистов больше не называть его рэпером, поскольку сейчас поёт. Кроме того, он объяснил почему не раздаёт пригласительные на свои концерты: «Поймите, я не сын бизнесмена», — заявил Юсиф, и добавил, что действительно зарабатывает деньги пением, а друзья, знакомые и даже близкие, которым нравится творчество музыканта, также как и его поклонники покупают билеты в кассе.
В сопровождении сотрудников дорожной полиции, вместе со своим продюсером Эмином Эфенди, певец, управлявший принадлежавшим ему автомобилем марки Jeep Grand Cherokee, принимал участие в автопробеге 2014 года по маршруту Баку—Габала—Баку, организованном представительством Jeep, Dodge & Chrysler в Азербайджане.
В конце января 2016 года национальная авиакомпания «Азербайджанские авиалинии» (AZAL) презентовала музыкальный проморолик «Göy Təyyarə», в котором появился Юсиф, исполнивший адаптированную специально для рекламы версию своей же песни «Ağ Təyyarə». Съёмки проходили на территории Международного аэропорта Гейдар Алиев. «Профессиональный подход к своему делу и высокий уровень сервиса „Азербайджанских Авиалиний“ является предметом гордости страны. Для меня было большой честью получить приглашение от AZAL», — сказал Юсиф.
Мири Юсиф и российский диджей, известный как DJ Matuya, представили в 2016 году совместный проект «Bomba Kimi», предполагалось также, что песня будет переведена и записана на русском языке, а затем представлена на российском музыкальном рынке.

## Восприятие и оценка творчества
Trend Life представил рейтинг 2013 года из 20-и самых стильных азербайджанских исполнителей, куда также вошёл Мири Юсиф.

## Личная жизнь
Прошло время, постепенно все начало входить в свою колею. Теперь он мог иногда приезжать в Баку, навещать близких и родных. В один из таких приездов на одном из концертов он встретил девушку. Странным росчерком судьбы, на следующий день та самая девушка по имени Наргиз пришла в их дом со своим братом и другом семьи — Фидан Гасымовой.
Знакомство, начавшееся как любовное приключение, со временем переросло в настоящую любовь. Всего через месяц — 09.10.2008 — образовалась их семья. Позже произошло пополнение в семье. В 2009 году родился сын Мир Гусейн, а в 2011-м дочка по имени Адель, рождение которой стало переломным моментом в жизни исполнителя. С возникновением семьи у Мир Юсифа начался новый период как личной, так и творческой жизни.

## Карьера
Музыкальная карьера Мир Юсифа началась в 1996 году в группе «Dəyirman» — реп группа, в прошлом действующая в Азербайджане. Это была группа, созданная друзьями. Вначале группа была названа «GGG» но позже была переименована.
Азербайджанские зрители познакомились с творчеством «Dəyirman» после клипа, снятого на песню «Sarı Gəlin» с певицей Лейлой.
Затем «Dəyirman» создал ремиксы на азербайджанские народные и детские песни.
Одной из хитов группы является песня «Ya Qarabağ, ya ölüm».
Продюсер группы «Dəyirman» Эмин Эфенди, после её распада, становится продюсером Мир Юсифа, начавшего сольную карьеру. Эмин как и другие участники группы «Dəyirman», был частью этой дружеской команды. Творческий союз Эмина и Мир Юсифа продолжается и в настоящее время.
Живя в Америке, ещё в 2005 году Мир Юсиф принял решение начать сольную карьеру. Первой песней соло карьеры явилась песня — «Papa». Позже в студии был записан альбом «Avara».
После возвращения в Баку изменения, произошедшие в его жизни, подвигли его на создание нового альбома «Karma». Этот процесс растянулся на 2 года. 1 декабря 2010 года певец представил общественности новый альбом. Презентация альбома, подготовленная при поддержке компании SS Production, была сопровождена коротким концертом. Это был первый шаг на пути к главному концерту.
Сингл «Mən Heç Kiməm», музыка и слова которого принадлежат самому Мири Юсифу, является итогом его философских исканий. Эта песня была распространена посредством интернета и включена в первый EP альбом «KARVAN EP» в сентябре 2011 года. Альбом собрал в себя как восточный, так и западный колорит.
Песня «Səndən Olmaz» из этого альбома получила приз «Хит Года» в 2011 году. 15-го октября этого же года песня была презентована в сопровождении живой музыки в клубе «Eleven».
Все чувства, бьющиеся в сердце и гармония души с окружающим миром проложили дорогу к созданию альбома «Nirvana». Четвёртый по счету альбом вышел в свет в 2012 году. Муз продюсером альбома является Эмин Керими.
Песня «Qal», исполненная дуэтом с Нигяр Джамал и автором которой является Иса Меликов, в первый же день трансляции на Youtube набрала 40000 просмотров. Это был невиданный рекорд азербайджанской музыки.
Обложкой альбома «Nirvana» стала картина, нарисованная Мир Юсифом в детстве.
Песня «Məktub», которую с нетерпением ждали слушатели, вместе с клипом была запущена в интернете в августе 2012 года. Именно эта песня принесла Мир Юсифу «Почетную грамоту».
В начале 2013 года была запущена одновременно как в интернете, так и на радио песня «Mən Küləyəm», слова которой принадлежат самому Мир Юсифу.
В преддверии 8 марта Мир Юсиф провел первый акустический концерт в клубе «Eleven». Все песни на концерте были исполнены в сопровождении акустической и бас гитары. Концерт прошел с большим аншлагом и по многочисленным просьбам слушателей был проведен ещё раз 15 марта.
И наконец, 28-го Июня 2013 года состоялся долгожданный концерт Мир Юсифа в «Зеленом Театре», где он собрал всех своих почитателей. 2000 зрителей собралось на концерт звезды, который длился около 3 часов. Мир Юсиф представил зрителям старые и новые хиты.
В конце 2013 года во дворце имени Гейдара Алиева был представлен альбом «Ağ Qarğa». Муз продюсером альбома, как и в «Nirvana», является Эмин Керими. В альбоме наряду с новыми песнями была исполнена ретро песня «Küçələrə Su Səpmişəm» в новой интерпретации (синтез мугама и рока).
Также песня из альбома «İki Doğma İnsan», получила премию «Песня года».
13-го и 14-го Июля 2014 года в «Зеленом Театре» состоялся концерт под названием «Главный концерт лета». За 2 дня концерта его посетили около 4 000 слушателей.
В 2023 году Юсиф принчл участие в музыкальном телешоу «Маска» на телеканале iTV в образе Гориллы и занял третье место.

## Достижения
- «Хит года» — Səndən Olmaz (2011)[35]
- «Почетная грамота» — Məktub (2013)
- «Лучший из лучших» — İki doğma insan (2013)[36]
- «Мужской голос года» (2013)

## Музыкальный стиль
Будучи реп исполнителем в группе «Dəyirman», с началом соло карьеры Мир Юсиф стал исполнять песни в стиле Этник, Регги, Рок, Шансон, R&B, Джаз и Фламенко.

## Альбомы и синглы
- Avara (2006)
- Karma (2010)
- Karvan EP (2011)
- Nirvana (2012)
- Ağ Qarğa (2013)
- Səbəbkar — Single (2015)
- Ağ Təyyarə — Single (2015)[37]
- #Səndən1Dənədir (feat. Roya) — Single (2016)[38]
- Rast Aman (vol.1) (2017)[39]
- Rast Aman (vol.2) (2017)

## Концерты

### Азербайджан
- «Adınla Bağlı» (2010)[40][41][42]
- «Səndən Olmaz» (2011)[43][44][45][46]
- «Deja Vu» (2011)[47]
- «Nirvana» (2012)[48]
- «Miri Yusif & Nikki Jamal» (2012)[49][50]
- «Yaşıl Teatr» (2013)[51][52][53][54]
- «Ağ Qarğa» (2013)[55][56][57]
- «Yaşıl Teatr» (2014)[58][59][60]
- «Rixos Quba» (2014)
- «Eleven Lounge» (2014)[61]
- «Hesabat» (2015)[62]
- «Ağ təyyarə» (2015)[63]
- «#2 GÜN» (2016)[64]
- «AD GÜNÜ» (2017)[65]

### За рубежом
- Канада (2012)[66][67][68]
- Москва (2013)[69][70][71]

### Турне
Канада (2012)

## Фильмография
- ANA.ANNE.МАМА.MOTHER.MADRE.MAMAN.أمي[73][74]
- Yarım Dünya[75][76]